# Иванисов, Николай Фёдорович
Никола́й Фёдорович Ивани́сов (1942—2019) — советский и российский педагог, Заслуженный учитель школы Российской Федерации.

## Биография
Родился 5 мая 1942 года в оккупированном фашистами селе Развильное Ростовской области. Он был девятым ребёнком в семье. В школьные годы (и всю последующую жизнь) Николай активно занимался спортом: футболом, баскетболом, стал чемпионом Ростовской области по боксу. Окончив в 1959 году десятилетку, отучился на плотника в училище. Стал делать рамы, двери, мог поставить крышу — строительное дело нравилось ему и пригодилось на всю жизнь.
С 1961 по 1964 год проходил службу в рядах Советской Армии в войсках противовоздушной обороны. Первый год службы прошёл в Казани, потом отправили в Минск на два года.
В 1968 году окончил Свердловский государственный педагогический институт. Присвоена квалификация преподавателя физики и звание учителя средней школы.
1968 — 1970 гг работал учителем физики в средней школе № 16 города Асбеста. С 1970 по 1978 гг возглавил это учебное заведение в качестве директора школы.
С 1978 по 1984 директор средней школы № 9 г. Асбеста Свердловской области
С 1984 по 2004 год работал директором средней школы № 14 города Сургута, ставшей в 1992 году лицеем № 1. Как опытный руководитель он сразу поставил перед подчинёнными задачи, связанные с дальнейшим развитием учреждения, — освоить самые современные педагогические методики и технологии, в том числе опережающего и развивающего обучения, разработать и реализовать программы, направленные на укрепление здоровья учащихся, развитие навыков исследовательской деятельности и раннюю профессиональную ориентацию, наладить связи с другими учебными заведениями города. По инициативе Николая Фёдоровича в школе было введено не только профильное обучение, но и довузовская подготовка старшеклассников. В 1994 году она стала первым в округе участником международного проекта «Школа-партнёр», в рамках которого было налажено тесное сотрудничество со школой города Сиэтла (США). Школа № 14 неоднократно удостаивалась благодарности администрации города. В 1989 году за новые перспективные подходы в системе непрерывного образования она была награждена серебряной медалью ВДНХ СССР, в 1991-м стала победителем областного конкурса среди средних общеобразовательных учреждений. В 1992 году школа стала победителем Республиканского конкурса «Школа года — 1992».
В 1990 году был избран депутатом Тюменского областного Совета народных депутатов.
С 1996 по 1997 год по итогам выборов депутатов Думы Ханты-Мансийского автономного округа по шестимандатному национально-территориальному округу работал в составе Ассамблеи коренных народов Севера.
С 2004 по 2014 год Николай Фёдорович работает директором средней школы № 46 с углублённым изучением отдельных предметов. Он сам курировал её строительство и процесс технического оснащения. Сегодня в распоряжении учащихся — четыре кабинета информатики, зал мультимедийных технологий, два кабинета физики, оснащённых оборудованием для практических и лабораторных работ, четыре лингафонных кабинета, электронная библиотека. Школа является базовой площадкой Министерства образования и науки РФ по информационным технологиям.
2006-2011 — Депутат Думы города Сургута IV-го созыва по первому избирательному округу.
2011-2016 — Депутат Думы города Сургута V-го созыва по восьмому избирательному округу.
20.10.2019 — Николай Федорович Иванисов, ушёл из жизни.
«Дети, их будущее — вот моя вера, надежда, любовь! Я считаю, что мы должны как можно больше вкладывать в обучение и воспитание детей», — это был главный девиз и правило жизни Николая Федоровича Иванисова.

## Награды
- Знак Победитель социалистического соревнования 1974г.
- Знак Победитель социалистического соревнования 1975г.
- Знак Победитель социалистического соревнования 1976г.
- Бронзовая медаль ВДНХ СССР 1977 г.
- Орден Знак Почета 1978 г.
- Отличник народного просвещения 1983 г.
- Медаль Ветеран труда
- Отличник просвещения СССР 1991 г.
- Серебряная медаль ВДНХ СССР 1991 г.
- Почетное звание «Отличник физической культуры и спорта»
- Присвоено почетное звание «Заслуженный учитель школы РФ» 1993 г.
- Юбилейная медаль «50 лет Победы советского народа в Великой Отечественной войне 1941-1945гг»
- Почетная грамота Губернатора ХМАО-Югры 1998 г.
- Орден «За вклад в просвещение» 2010 г.
- Присвоено почетное звание общественного признания «Заслуженный гражданин России» 2010 г.
- Награждён Знаком «За Заслуги перед городом Сургутом», за достижения которые вносят значительный вклад в развитие образования 2014 г. [4]
- Награждён Почетной грамотой Губернатора Тюменской области за значительный вклад в социально-экономическое развитие города Сургута и в связи с 410-летием со дня его образования 2004 г.
- Присвоено Почетное звание «Заслуженный работник образования ХМАО-Югры» 2006 г.
- Медаль «За вклад в развитие образования» в номинации «Учитель» 2007 г., 2012г
- Почетная грамота победителя конкурса Губернатора ХМАО-Югры в сфере образования в номинации «Лучший руководитель общеобразовательного учреждения ХМАО-Югры» 2008 г.
- Орден «За выдающиеся заслуги» III степени[5]
- Медаль «За вклад в развитие образования» в номинации «Руководитель» 2008 г.
- Высшая общественная награда Российской Федерации Орден «Почет и Слава» за выдающиеся заслуги в номинации «Персона» энциклопедия «Лучшие люди России» 2008 г.
- Отличник Всероссийского проекта «Эффективное управление кадрами» 2009 г.
- Почетное звание Общественного признания и Высшая Национальная награда общественного признания заслуг и достижений в сфере науки, просвещения и образования. Орден «Лучший педагог России»
- Юбилейная медаль "15 лет — Учебному центру по ХМАО-Югре от УГПС МЧС по ХМАО-Югре 2011 г.
- Орден К.Минина и Д.Пожарского «За вклад в развитие гражданского общества и народного единства» 2012 г.
- Медаль «За гражданское достоинство» 2012 г.
- Орден «Звезда Отечества» 2013 г.[6]
- Орден «Звезда Почета» 2013 г.
- Почетный Орден Героя энциклопедии «Успешные люди»
- Медаль МЧС России «За пропаганду спасательного дела» 2013 г.
- Директор года 2013 г.